# ハノーファー市電TW600形電車
この項目では、ドイツの都市・ハノーファーの路面電車（ハノーファー市電）に導入された2両の電車（600、601）について解説する。路面電車のシュタットバーン（ハノーファー・シュタットバーン）化へ向けた試作車として導入され、1970年代前半に各種の試験に使用された。2024年現在も1両（601）がハノーファーに現存する。

## 概要
第二次世界大戦以降、ハノーファーでは市内を走る路面電車（ハノーファー市電）を地下に移設し効率的な運転を行う計画（シュタットバーン化）が進められ、1965年6月にハノーファー市議会によって承認された。この時点では将来的にこれらの地下区間は本格的な地下鉄に転換する予定となっていたため、従来の路面電車車両よりも広い車幅や高床式プラットホームが用いられる事になっていたが、一方で路面電車路線では従来の低床式プラットホームが継続して使用されており、双方の規格に対応した車両が求められた。
そこで、ハノーファー市電を運営するハノーファー市交通会社（ÜSTRA）は既存の路面電車車両（デュワグカー）に高床式・低床式双方のプラットホームに対応した折り畳み式ステップや車体下部のカバーを設置する改造を実施した一方で、今後に向けた新造車両の計画を進め、ドイツ各地の鉄道車両メーカーや電気機器メーカーに向けて発注を実施した。これが、2両（600、601）の試作車である。
双方とも車体長19,500 mm、全幅2,500 mm、両運転台式の2車体連接車で、車体は大型窓を用いた直線状のデザインが採用され、車体塗装は赤色と白色を用いたものが採用された。乗降扉の下部には折り畳み式のステップが存在し、高さが異なるプラットホームへの対応が行われていた。一方で、両車は製造企業が異なっていた他、以下のように細部の形状が異なっていた。
- 600 - リンケ-ホフマンが車体、AEGが電気機器の製造を担当。乗降扉はリンケ-ホフマンがバスで標準的に採用していた内開き扉が用いられた。着席定員数は601よりも多い52人であった。加速・制動時の制御にはAEGのGeamatic電子制御方式が用いられた。主電動機の出力は150 kWで、各動力台車に1基ずつ搭載された[3][4]。
- 601 - デュッセルドルフ車両製造が車体、シーメンスが電気機器の生産を担当。前面の窓や前照灯の配置やデザインが600と異なっていた他、乗降扉も折り戸が用いられた。当初の着席定員数は48人であったが、試運転時に流動性の問題が指摘され、両端の座席が撤去された事で38人に減少した。制御装置はシーメンスが展開するSIMATIC電子制御が採用された[3][4]。

これらの車両は1970年4月にハノーファーに到着し、同年8月から運行区間や運用を限定する形での旅客営業運転を含めた試運転が開始され、その過程では総括制御運転へ向けた連結運転や順次完成したトンネル区間への乗り入れも行われた。その後、これらの車両の試験成績を基に、地下区間を含む系統に使用される量産形式である3車体連接式電車のTW6000形が開発されたが、編成を始め仕様が大幅に異なる試作車2両は余剰となり、地下区間の開通を待たずして1975年春季に運用を離脱した後、それぞれ以下のような経緯を辿る事となった。
- 600 - 1978年にリンケ-ホフマンの工場に返却され、将来的には博物館で保存する計画もあったが実現せず、1987年に解体された[10][5]。
- 601 - 1975年にカナダのブリティッシュコロンビア州へ売却され、当時検討されていたバンクーバーのライトレールのデモンストレーションに用いられた。しかし、最終的に計画は新交通システム（バンクーバー・スカイトレイン）に決定した事から12年間も放置状態が続いた。その後、エドモントンの保存団体であるエドモントン・ラジアル・レールウェイ協会（英語版）（Edmonton Radial Railway Society、ERRS）が1987年に購入し、短期間の走行を経て長期に渡る修繕工事が実施され、2005年以降ハイレベル・ブリッジ・ストリートカーで使用された。そして、2016年に運用を離脱したこの車両はハノーファー路面電車友の会（Förderverein Strassenbahn Hannover e.V.）によってハノーファーに返却される事となり、同年10月に到着後11月に祝賀会が実施された。以降、同協会を主体とした動態保存へ向けての再整備が進められ、2021年に完了した後、2022年に正式なお披露目が行われている[5][10][7][8][9][12][13]。